# Aire urbaine de Bellac
L'aire urbaine de Bellac est une aire urbaine française centrée sur l'unité urbaine de Bellac, dans le département de la Haute-Vienne, en région Nouvelle-Aquitaine.
Depuis 2020, l'aire d'attraction de Bellac lui est substituée.

## Données globales
D'après la définition qu'en donne l'INSEE, l'aire urbaine de Bellac est composée de 2 communes, situées dans la Haute-Vienne. Sa population est de 5 214 habitants en 2014.
Le tableau suivant détaille la répartition de l'aire urbaine sur le département :
| Département  | Communes | Communes (%) | Superficie (km²) | Superficie (%) | Population (2014) | Population (%) |
| ------------ | -------- | ------------ | ---------------- | -------------- | ----------------- | -------------- |
| Haute-Vienne | 2        | 1,0          | 55,6             | 1,0            | 5 214             | 1,4            |

## Composition
Voici la liste des communes de l'aire urbaine de Bellac :
| Nom              | Code Insee | Statut | Superficie (km2) | Population (dernière pop. légale) | Densité (hab./km2) |
| ---------------- | ---------- | ------ | ---------------- | --------------------------------- | ------------------ |
| Bellac           | 87011      |        | 24,42            | 4 117 (2014)                      | 169                |
| Peyrat-de-Bellac | 87116      |        | 31,20            | 1 097 (2014)                      | 35                 |

## Évolution démographique
| 1968  | 1975  | 1982  | 1990  | 1999  | 2009  | 2014  |
| ----- | ----- | ----- | ----- | ----- | ----- | ----- |
| 6 304 | 6 392 | 6 167 | 6 061 | 5 680 | 5 483 | 5 214 |